# Патријарх румунски Данијел
Патријарх румунски Данијел (рум. Patriarhul Daniel) световно Дан Илије Чоботеа је поглавар Румунске православне цркве после избора у Светом синоду РПЦ 12. септембра 2007. Његов претходник је био патријарх Теоктист.

## Животопис
Патријарх Данијел је рођен под именом Дан Илије Чоботеа, године 1951. у селу Добрешти, код Темишвара у округу Тимиш. Закалуђерио се 1987. године у манастиру Сихастрија, а школовао се у Стразбуру, Фрајбургу и Бриесгоу. Био је професор на Екуменском институту у швајцарског граду Босију последње две године. Био је и саветник румунског патријарха.